# Pneumatico invernale

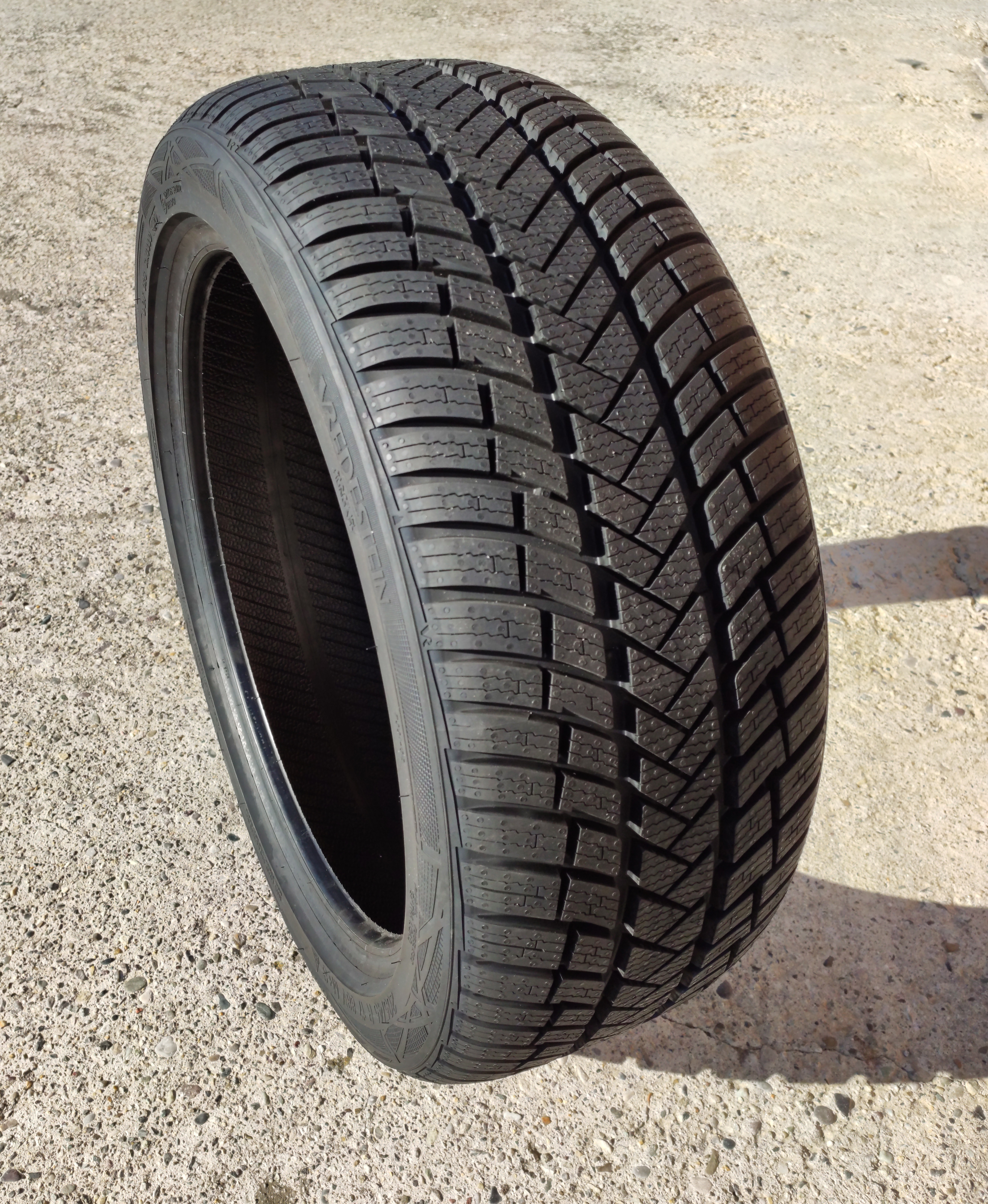
Pneumatico invernale che presenta un battistrada simmetrico direzionale con lamelle a zig-zag

Lo pneumatico invernale (chiamato comunemente anche «termico» o «da neve») è un tipo di pneumatico progettato per l'utilizzo in condizioni invernali, in particolare con basse temperature ambientali, pioggia, su neve o ghiaccio. È caratterizzato da un battistrada lamellare con tassellatura aggressiva, e dispone di una mescola capace di rimanere morbida ed elastica anche alle basse temperature.

## Storia
Il primo pneumatico costruito specificatamente per le condizioni invernali fu il Nokian Kelirengas, prodotto nel 1934 e destinato agli autocarri. Due anni più tardi fu la volta delle autovetture, con l'avvento dell'Hakkapeliitta, prodotto anch'esso da Nokian Tyres.

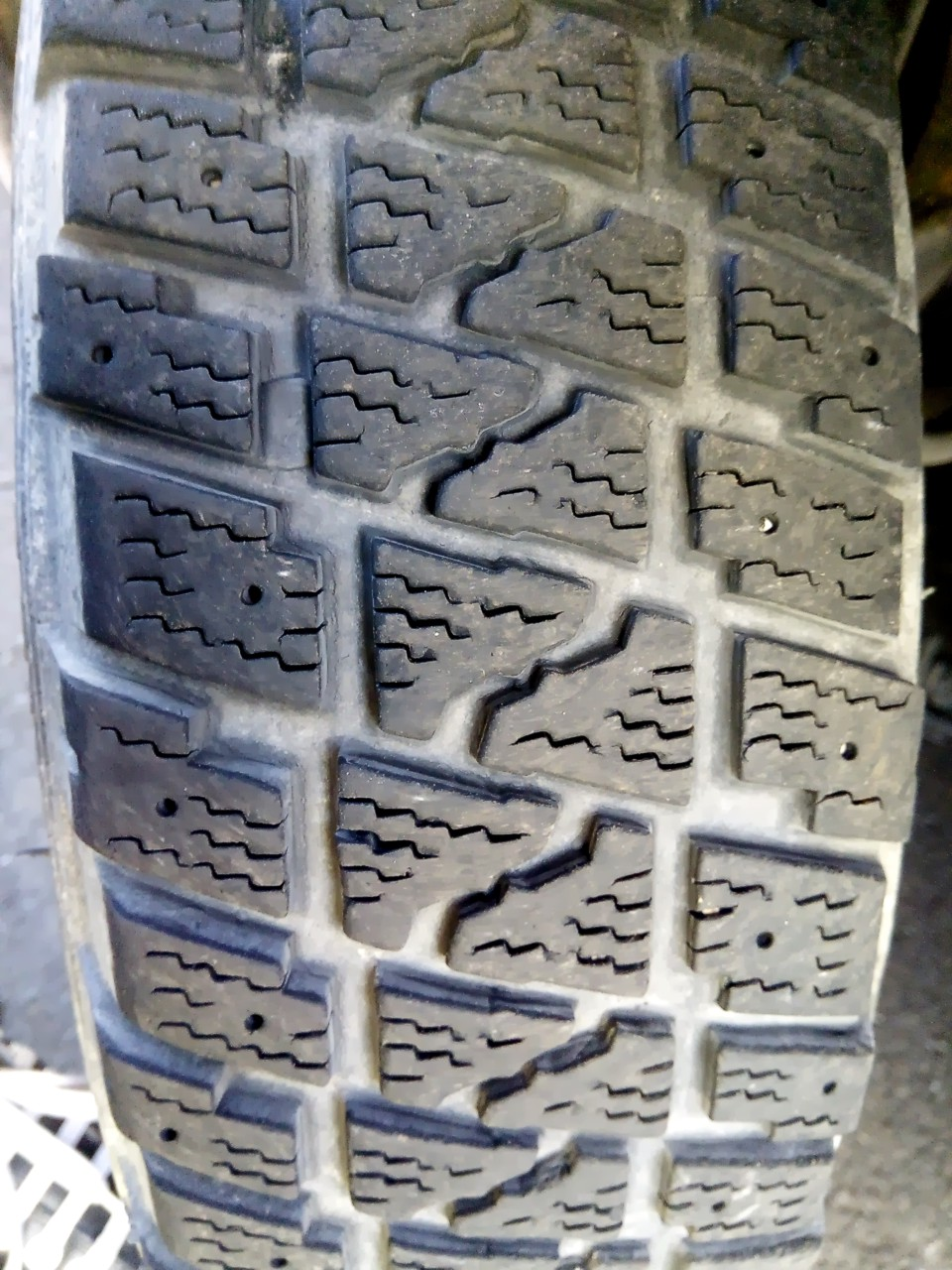
Un pneumatico invernale ibrido, simmetrico e senza vincolo di rotazione, predisposto per la chiodatura

Dagli anni '50 i maggiori produttori mondiali si interessarono sempre più alla fabbricazione di pneumatici invernali, mentre dal decennio successivo si iniziarono a produrre in larga scala anche gli pneumatici chiodati, portando in alcuni casi a produrre pneumatici ibridi, caratterizzati da un disegno invernale e predisposti alla chiodatura, in modo da essere offerti come normali pneumatici invernali e quindi senza chiodi oppure come pneumatici chiodati e quindi muniti di chiodi.
Negli ultimi decenni si è assistito ad un miglioramento sostanziale delle tecnologie e prestazioni: infatti, se fino ai primi anni 2000 lo pneumatico invernale veniva utilizzato quasi esclusivamente su neve o ghiaccio, perché non riusciva ad offrire prestazioni soddisfacenti su bagnato o asciutto, le moderne gomme invernali riescono ad aderire in modo eccellente in ogni condizione invernale, che sia asciutto, bagnato o innevato, e in generale garantiscono una guida più sicura quando la temperatura ambientale si abbassa indicativamente sotto i 7 °C.

## Caratteristiche e funzionamento
Le due caratteristiche principali che caratterizzano uno pneumatico invernale e lo differenziano da uno estivo sono:
- mescola morbida ricca di silice, che permette di mantenere elasticità ed avere una buona aderenza in climi freddi, al contrario di quella degli pneumatici estivi, che sotto una certa temperatura indurisce e fa calare il grip.[3] Questo tipo di mescola viene anche definita termica per le sue capacità alle basse temperature (essa si chiama così perché creerebbe calore per attrito per sciogliere la neve sottostante. Al contrario di quel che potrebbe sembrare intuitivo, la mescola ha il ruolo più determinante in uno pneumatico nel generare aderenza con il terreno, più del disegno del battistrada;[8]
- Nel tassello di sinistra è possibile notare le lamelle ondulate del tipo tradizionale, mentre in quello di destra del tipo 3D battistrada con disegno aggressivo, solchi più profondi e ricco di lamelle. Parte dell'aderenza su superfici innevate è ottenuta grazie al particolare disegno dei tasselli, molto più pronunciati del normale e muniti di speciali intagli (lamelle), i quali hanno la funzione di riempirsi di neve per riuscire ad aderire meglio al fondo sottostante, sfruttando il fatto che il coefficiente d'attrito neve-neve è maggiore di quello neve-gomma.[9]

Le lamelle possono essere a disegno semplice (lineare) oppure a zig-zag, per permettere alla neve intrappolata di occupare un'area maggiore. Negli anni 2010 è stato introdotto un nuovo tipo di lamella, detta 3D, che presenta un intaglio interno che va ad incastrarsi nella lamella adiacente ogni qual volta avviene un movimento delle stesse, migliorando il comportamento dello pneumatico sull'asciutto riducendone la deformazione dei tasselli.
Gli pneumatici invernali moderni adottano molto spesso un battistrada simmetrico direzionale (ovvero con senso di rotazione obbligato), soluzione che permette di avere disegni dei tasselli molto più aggressivi ed efficaci sulla neve rispetto agli pneumatici asimmetrici.
Il battistrada è munito inoltre di numerosi profondi canali tra i tasselli, in modo da massimizzare la capacità di drenaggio dell'acqua ed evitare il più possibile il fenomeno dell'aquaplaning.

## Simboli e certificazioni
Tutti gli pneumatici invernali moderni riportano solitamente sulla spalla 2 simbologie:
- M+S : introdotta negli anni '70, la sigla è un'abbreviazione di Mud+Snow (fango+neve), e indica la presenza di un battistrada più aggressivo del convenzionale, studiato per situazioni sdrucciolevoli. Non è un simbolo che garantisce un certo livello di prestazione, ma serve unicamente per categorizzare lo pneumatico ed è assegnato direttamente dal costruttore senza doversi sottoporre ad alcun test.[4][14]
- 3PMSF (Three Peak Mountain Snowflake): pittogramma composto da una montagna a 3 cime con all'interno un fiocco di neve, introdotto nel 1999 negli Stati Uniti ed adottato successivamente anche in Europa.[15] Questo simbolo, per essere esibito, richiede l'effettivo superamento di un test che consiste nel verificare che lo pneumatico superi di almeno il 7% le prestazioni di un modello di riferimento in frenata su un fondo di neve compatta.[16][17][18] Questo simbolo si trova spesso anche su pneumatici quattro stagioni di nuova concezione, che offrono buone prestazioni su neve.[19] Nonostante la presenza del simbolo 3PMSF garantisca una minima performance in frenata sulla neve, è bene ricordare che la sua assegnazione si basa su un test molto specifico, poco restrittivo e con risultati non del tutto chiari (non sono infatti note le prestazioni dello pneumatico di riferimento utilizzato, e nemmeno il valore di spazio di frenata registrato nel test[16]), e che quindi molti aspetti importanti per la sicurezza e il comportamento su strada non vengono contemplati. Generalmente, durante la scelta di uno pneumatico, si raccomanda di non affidarsi troppo alla presenza del simbolo, in quanto è possibile che una gomma, seppur marchiata 3PMSF, abbia prestazioni pessime sul bagnato o sull'asciutto, o che comunque su neve abbia molte più lacune di altri modelli sul mercato.[20] Il mezzo più accurato per verificare la bontà di uno pneumatico (invernale e non) sono gli innumerevoli test che diverse riviste specializzate indipendenti effettuano annualmente, verificando svariati aspetti prestazionali[senza fonte].

## Prestazioni
Il campo prestazionale meno congeniale agli pneumatici invernali è l'aderenza su fondi asciutti, in particolare la frenata: sebbene gli spazi di arresto migliorino al diminuire della temperatura, non riescono mai a raggiungere il livello di quelli di uno pneumatico estivo. La causa di ciò è il fatto che in condizioni di asfalto asciutto il grip è fornito solamente dalla quantità di gomma che aderisce a terra, e quindi i numerosi tasselli del battistrada di una gomma invernale fanno sì che ci sia un'area di impronta a terra minore rispetto ad uno pneumatico estivo. Nelle condizioni in cui si utilizza uno pneumatico invernale, però, le prestazioni sull'asciutto sono solitamente meno importanti, in quanto in inverno, anche senza precipitazioni, è possibile trovare tratti di strada sporca, o con brina o ghiaccio, e in questi casi lo pneumatico invernale ha performance molto più sicure rispetto ad uno estivo.

Il comportamento sul bagnato delle gomme invernali negli ultimi anni è stato oggetto di un miglioramento generale, con i modelli più prestazionali che oggi riescono ad avvicinarsi, se non a superare, i livelli di guidabilità e frenata sul bagnato degli pneumatici estivi anche con temperature miti (un esempio è il Bridgestone Blizzak LM005, che nel 2019 è stato il primo pneumatico invernale ad ottenere la valutazione massima sul bagnato nell'etichetta europea su tutta la gamma). Anche in questo caso le performance aumentano con il diminuire della temperatura, mentre gli pneumatici estivi vedono un aumento importante degli spazi di frenata man mano che la temperatura cala.
Generalmente le prestazioni sul bagnato è il campo dove gli pneumatici invernali di bassa qualità hanno le lacune più gravi, con spazi di frenata molto superiori ai modelli premium e a volte con un comportamento su strada potenzialmente pericoloso.

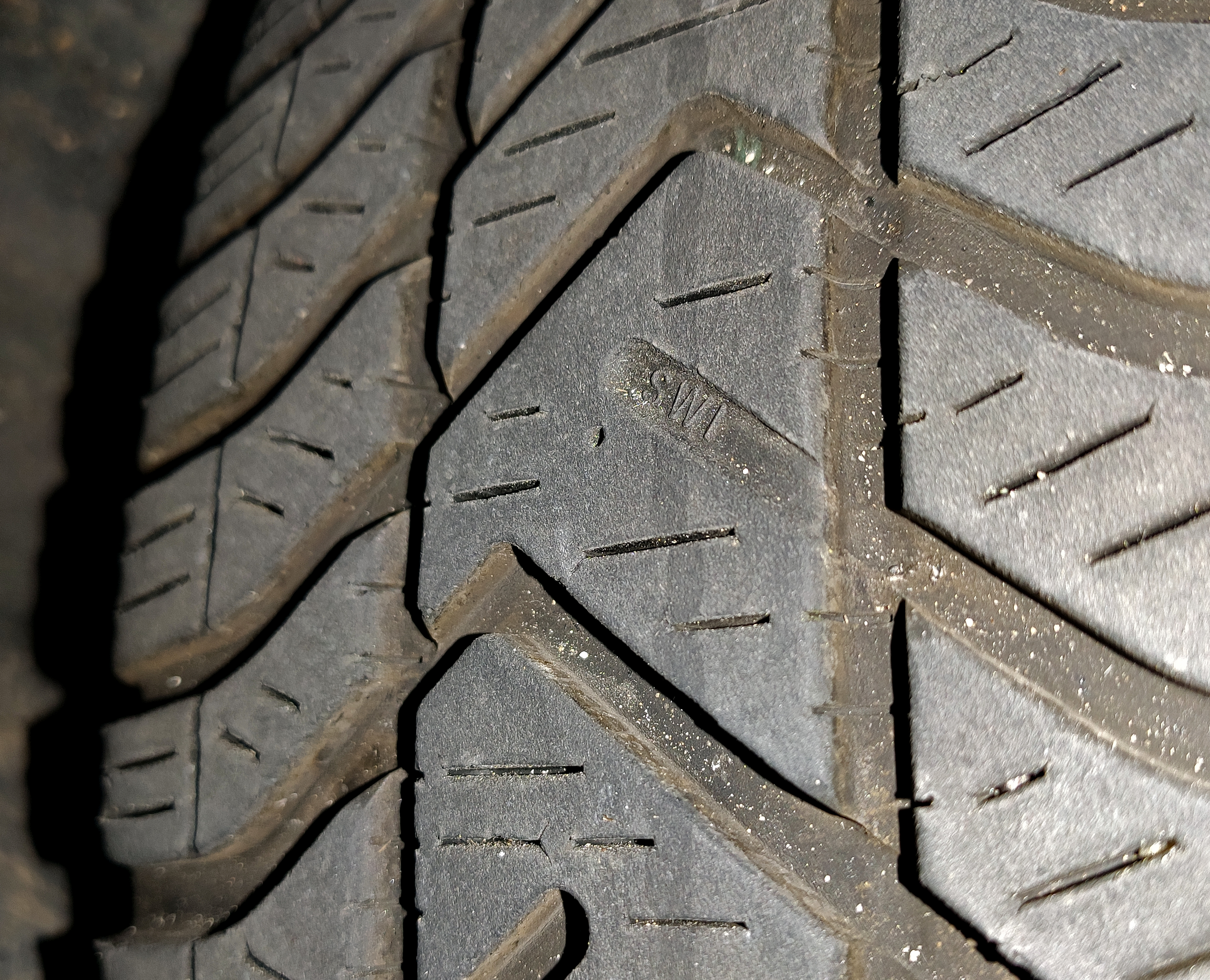
SWI (Snow Wear Indicator) su uno pneumatico Pirelli Snowcontrol. Se il battistrada raggiunge il ilvello dell'indicatore, significa che lo pneumatico ha perso parte delle sue prestazioni su neve.

In caso di neve o ghiaccio gli pneumatici invernali eccellono in prestazioni, riuscendo a garantire trazione, capacità frenante e stabilità alla vettura, al contrario delle gomme estive che in questo caso hanno livelli di aderenza minimi e spazi di frenata pericolosamente lunghi. Su fondi innevati una vettura a 2 ruote motrici con gomme invernali riesce addirittura ad avere prestazioni molto superiori e sicure di una 4x4 con gomme convenzionali. L'aderenza su neve è però strettamente correlata alla profondità dei tasselli del battistrada: è possibile infatti che uno pneumatico non del tutto consumato abbia perso parte delle sue performance, per questo motivo molti produttori inseriscono degli indicatori sul battistrada che servono per avvertire l'utente quando il consumo abbia raggiunto un livello tale da diminuire sensibilmente la capacità di aderenza sulla neve. 
Altro fattore importante è la larghezza del battistrada (può essere parzialmente mitigato dal disegno del battistrada), dove una misura trasversale maggiore risulta controproducente alla trazione su neve, soprattutto quando lo strato depositato sulla strada raggiunge spessori elevati
In situazioni estreme, come in presenza di ghiaccio vivo o neve alta, si può dover comunque ricorrere a sistemi antisdrucciolevoli supplementari come le catene da neve, oppure optare per tipologie diverse di pneumatici invernali, come quelli con mescola nordica o chiodati, che eccellono sulla neve e in particolare sul ghiaccio. Entrambi però sono da utilizzare principalmente in climi molto freddi dove per la maggior parte del tempo ci sono condizioni estreme, poiché per avere prestazioni superiori in quei campi sacrificano parte delle performance sull'asciutto e sul bagnato.
Accade spesso che gli pneumatici invernali siano omologati con un codice di velocità più basso rispetto ai corrispettivi estivi, poiché la loro struttura (mescola morbida e battistrada lamellare) li rende generalmente più soggetti a flessioni e surriscaldamenti, e quindi inadatti a sostenere velocità molto elevate (la stragrande maggioranza ha comunque un codice di velocità uguale o superiore a T, che corrisponde a 190 km/h). La legge italiana prevede comunque la possibilità di montare nel periodo invernale pneumatici con codice di velocità inferiore rispetto a quello riportato a libretto.
In generale, per massimizzare la sicurezza di guida e le prestazioni, è consigliato l'uso degli pneumatici invernali durante il periodo dell'anno in cui la temperatura ambientale media è al di sotto dei 7 °C. Questo limite rappresenta un valore indicativo che denota mediamente quando una gomma invernale inizia ad avere performance superiori rispetto ad una estiva, considerando ogni condizione meteo. Il vantaggio nel loro utilizzo aumenta con il diminuire della temperatura e il peggioramento delle condizioni stradali. I livelli di rumorosità e resistenza al rotolamento sono invece solitamente peggiori di quelli delle gomme estive.
È da evitare l'utilizzo di pneumatici invernali lungo tutto l'arco dell'anno poiché, sebbene le normative non lo vietino a priori, le loro caratteristiche li rendono particolarmente inadatti alle alte temperature, soprattutto per via della mescola, che in estate diventerebbe troppo morbida e porterebbe ad un calo drastico delle prestazioni e della sicurezza di guida, con allungamenti degli spazi di frenata su asciutto e bagnato; inoltre i consumi di carburante e del battistrada sarebbero di molto superiori.

## Legislazione

### Unione europea
Ogni stato europeo applica regole diverse per gli equipaggiamenti invernali. Tra gli altri:
- in Austria dal 1º novembre al 15 aprile è obbligatorio il montaggio di pneumatici M+S, che devono avere almeno 4 mm di profondità residua del battistrada;[38]
- in Croazia da novembre ad aprile i veicoli devono essere muniti di catene e una pala. Inoltre su specifiche strade è obbligatorio l'utilizzo di pneumatici M+S con almeno 4 mm di battistrada;[39]
- in Danimarca può essere imposto l'obbligo delle catene in base alle condizioni meteo;[40]
- in Finlandia è obbligatorio l'utilizzo degli pneumatici M+S in periodi che variano a seconda delle zone. La profondità minima del battistrada è 3 mm;[40]
- in Francia vige l'obbligo di montaggio degli pneumatici M+S solo in alcune zone prescritte, alternativamente è possibile utilizzare le catene da neve;[38]
- in Germania, a prescindere dalla stagione, in condizioni meteorologiche invernali è obbligatorio l'uso di pneumatici M+S. Le catene possono essere obbligatorie in casi particolari segnalati;[41]
- in Grecia sono obbligatorie le catene da neve solamente in caso di strade innevate;[40]
- in Islanda nel periodo invernale vige l'obbligo di pneumatici M+S con almeno 3 mm di battistrada residuo;[39]
- in Lussemburgo in presenza di neve o ghiaccio sono obbligatori gli pneumatici M+S;[40]
- in Norvegia la normativa si applica solamente in condizioni di neve o ghiaccio e prevede l'obbligo delle catene da neve oppure di pneumatici M+S con almeno 3 mm residui di battistrada;[42]
- in Repubblica Ceca dal 1º novembre al 31 marzo vige l'obbligo di utilizzo di pneumatici M+S con almeno 4 mm di battistrada;[43]
- in Slovenia dal 15 novembre al 15 marzo è obbligatorio avere pneumatici M+S con almeno 3 mm di battistrada residuo oppure le catene da neve;[44]
- In Svezia è obbligatorio l'uso di pneumatici M+S con minimo 3 mm di battistrada dal 1º novembre al 31 marzo;[43]
- in Svizzera non vige nessun obbligo, ma in caso di intralcio alla circolazione a causa di pneumatici non adatti è possibile incorrere in sanzioni. Le catene sono obbligatorie su tratti opportunamente segnalati;[39]
- in Ungheria l'uso degli pneumatici M+S o delle catene può essere imposto in specifici casi segnalati;[39]
- in Belgio, Gran Bretagna, Irlanda, Paesi Bassi, Portogallo, Spagna non sono in vigore obblighi particolari.[39]

#### In Italia
L'obbligo delle attrezzature antisdrucciolevoli in Italia è in vigore dal 15 novembre fino al 15 aprile (legge 29 luglio 2010 n. 120) ma può essere prolungato in caso di abbondanti precipitazioni nevose o formazione di ghiaccio sulle strade (per esempio, nella regione autonoma della Valle d'Aosta la disposizione va dal 15 ottobre al 15 aprile). Per il codice della strada italiano i dispositivi a norma sono gli pneumatici che riportano la sigla M+S montati almeno sull'asse di trazione oppure, equivalentemente, le catene da neve, e pertanto è sufficiente avere gli uni o le altre. Tali obblighi si applicano in forma diversa ai motoveicoli per i quali è comunque vietata la circolazione in caso di strada innevata o con presenza di ghiaccio o nevicata in corso, come da direttiva ministeriale del 16 gennaio 2013 n. prot. RU\1580. L'obbligo è segnalato, sulle strade in cui si applica, dall'apposito cartello stradale blu e il mancato rispetto della legge comporta una sanzione amministrativa.
È prevista la possibilità di montare pneumatici M+S caratterizzati da un codice velocità inferiore rispetto a quello omologato sulla carta di circolazione (ma comunque non inferiore a Q, che corrisponde a 160 km/h), ma solo nel periodo invernale. In questo caso bisogna provvedere obbligatoriamente al montaggio e allo smontaggio degli stessi in periodi di 30 giorni stabiliti in autunno e in primavera. Gli pneumatici invernali che rispettano il codice di velocità del libretto non sono invece soggetti a alcuna limitazione d'uso.
La normativa italiana su questo argomento è oggetto di diverse critiche per diversi aspetti, soprattutto per varie situazioni potenzialmente pericolose che può causare:
- È possibile l'utilizzo di gomme estive tutto l'anno, anche in zone nevose o con climi rigidi, a patto che si abbiano le catene a bordo. Questo può portare a situazioni pericolose in presenza di tratti ghiacciati improvvisi o brina (impossibilità o impraticità di montare le catene per brevi tratti sdrucciolevoli) o pioggia con basse temperature (totale inefficacia della catena da neve), poiché gli pneumatici estivi hanno un drastico calo prestazionale in queste situazioni. Analogamente, è possibile utilizzare pneumatici invernali tutto l'anno se essi hanno un codice di velocità compatibile con quello riportato a libretto. Con temperature estive e primaverili le gomme invernali perdono però prestazioni, allungando considerevolmente gli spazi di frenata e compromettendo la sicurezza di marcia.
- L'obbligo prevede il montaggio di gomme marchiate M+S, ma questa sigla non garantisce alcun livello di prestazione, né la presenza di una mescola invernale.[14] È possibile quindi montare pneumatici scadenti oppure non rispondenti alle esigenze di marcia invernale, e quindi potenzialmente pericolosi.[8]
- È possibile l'utilizzo di pneumatici invernali solo sull'asse di trazione, situazione fortemente sconsigliata in quanto la differenza di aderenza tra gli assi anteriore e posteriore può portare a pericolosi episodi di sovrasterzo, sottosterzo e instabilità generale della vettura.
- Il periodo dell'obbligo è standardizzato e non efficacemente adattato ai climi delle varie regioni. È infatti possibile trovarsi obbligati a montare pneumatici invernali con temperature troppo elevate in caso di inverni più caldi del solito, oppure a mantenerli montati per più tempo di quanto sarebbe necessario in caso di località con clima più mite. Questo può causare un utilizzo degli pneumatici in range di temperatura per i quali non sono stati progettati, e quindi possono venire a mancare prestazioni e sicurezza.
- Vige l'obbligo di smontaggio degli pneumatici invernali in primavera se essi hanno un codice di velocità inferiore a quello riportato nella carta di circolazione. Questo può portare a montare prematuramente le gomme estive in casi di climi più rigidi, dove sono possibili gelate o nevicate primaverili, e quindi ad un serio problema di sicurezza. Inoltre, i codici di velocità ritenuti non più idonei in primavera sono comunque di molto superiori al limite massimo di velocità nelle autostrade italiane (la stragrande maggioranza degli pneumatici invernali ha un codice velocità non inferiore a T, corrispondente ad un limite massimo di utilizzo di 190 km/h, mentre il limite di velocità autostradale è 130 km/h).